# Гічкок/Трюффо
«Гічкок/Трюффо» (англ. Hitchcock/Truffaut) — французько-американський документальний фільм, знятий Кентом Джонсом. Фільм був обраний для показу у секції TIFF Docs (укр. документального кіно) на міжнародному кінофестивалі у Торонто 2015.

## Сюжет
Такі кінематографісти, як Вес Андерсон, Мартін Скорсезе, Девід Фінчер, Кійосі Куросава та Олів'є Ассаяс, розповідають, як книга «Кіно за Гічкоком» Франсуа Трюффо 1966 року вплинула на них та їх роботу.